# Chronologie de la télévision française
Ce portail concerne la chronologie de la télévision française, rassemblant différents articles traitant des évènements, émissions et évolutions techniques de la télévision française, classés par décennie. Parmi les plus importants inventeurs pionniers français de la télévision, on distingue principalement René Barthélemy, Henri de France, Marc Chauvierre ou encore  Georges Valensi. Parmi les étapes marquantes de cette chronologie, au fil des décennies, on note également plusieurs batailles technologiques et industrielles comme celle de l'électronique, de la définition de l'image vidéo, de l'introduction de la couleur puis de la numérisation; ainsi que celles des réseaux de télédiffusion, le satellite, le câble, Internet et la communication mobile.

## XXesiècle
L'Histoire des techniques de télévision fait l'objet d'un article séparé.

### Années 1930
L'environnement technique se met en place pour la télévision en noir et blanc, un début de standardisation apparaît. Les premiers appareils de télévision exploitent des dispositifs mécaniques et de très petits écrans cathodiques. Plusieurs entreprises privées, des inventeurs et des ingénieurs indépendants entrent en compétition et développent différents prototypes et mettent notamment au point les premiers téléviseurs. Une bataille s'engage pour améliorer la qualité de l'image affichée, notamment en augmentant le nombre de lignes de définition.

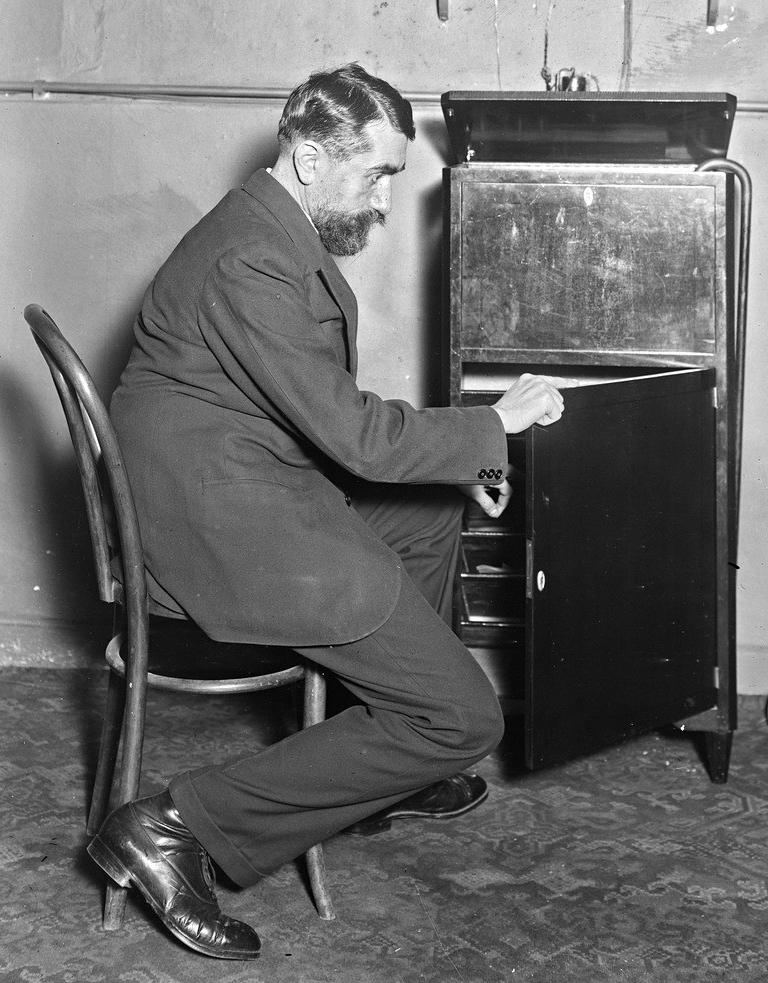
René Barthélemy en 1931 avec un prototype de téléviseur.

René Barthélemy réalise la première transmission d'une image de trente lignes de Montrouge à Malakoff le 14 avril 1931. 

Le 6 décembre 1931 Henri de France fonde la Compagnie générale de télévision (CGT). En Février 1932 : Il effectue des retransmissions de personnages en buste avec le poste de Radio Normandie à Fécamp, sur une distance de 7 km. Ses signaux sont reçus par quelques correspondants à plus de 100 km.

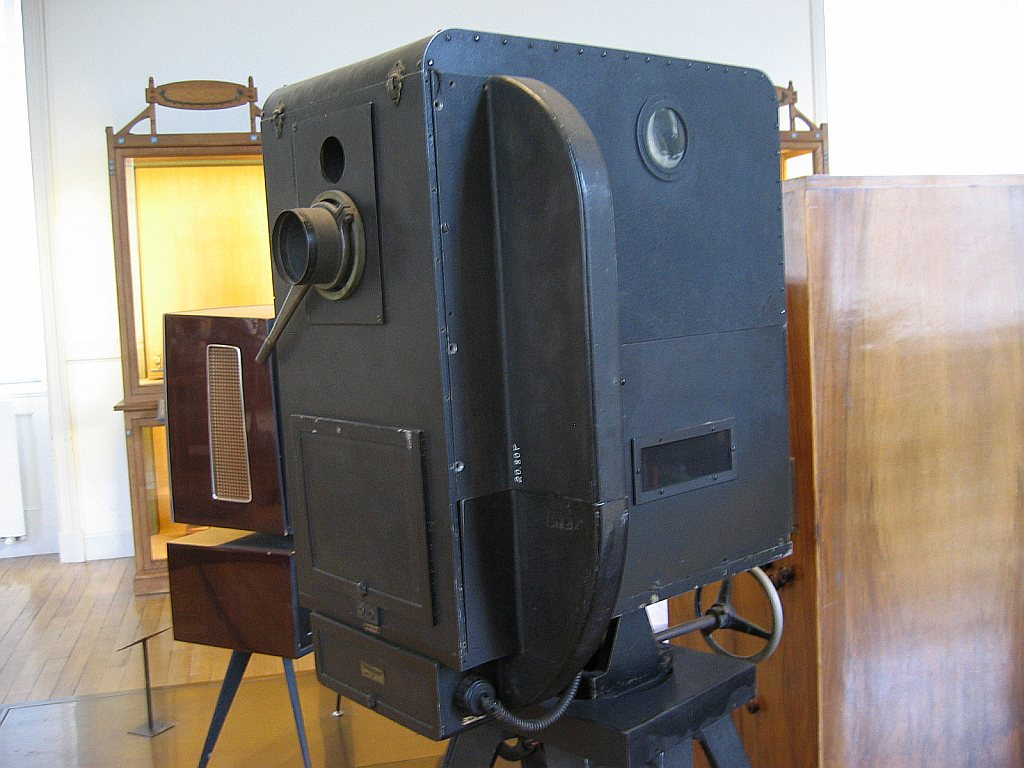
Caméra de Barthélemy de 1935 conservée au CNAM.

Poursuivant ses travaux encouragés par les PTT, René Barthélemy met au point à partir de décembre 1932 un nouveau matériel en 60 lignes de définition pour réaliser un programme expérimental en noir et blanc d'une heure par semaine, « Paris Télévision ». La première émission officielle française de télévision a lieu le 26 avril 1935, sous l’égide de Georges Mandel, ministre des PTT, dans le studio du 103 rue de Grenelle et consiste en une séquence de vingt minutes durant laquelle la comédienne Béatrice Bretty déclame un texte relatant sa récente tournée en Italie : Radio-PTT Vision, première chaîne de télévision régulière française, est née.
À partir de novembre 1935, la tour Eiffel sert d’antenne émettrice avec une puissance de 10 kW. Le 2 décembre 1935, poursuivant le perfectionnement de ses appareils, Barthélemy met au point et réalise une émission en 180 lignes de définition. L'inauguration officielle de la télévision en 180 lignes a lieu le dimanche 8 décembre 1935 de 17 h 30 à 19 h 30 devant la presse, au studio parisien de Radio-PTT Vision du 103 rue de Grenelle.
Au début de 1937, les programmes se multiplient et ont lieu tous les soirs de 20 h à 20 h 30, en émettant dans un rayon de 100 kilomètres. La définition exploitée en France est la plus élevée au monde, soit 455 lignes.

### Années 1940
Pendant la guerre, le sort de la télévision française est pris en main par les Allemands qui créent la chaîne de télévision Fernsehsender Paris. Elle diffuse à partir du 7 mai 1943 vers 15 h, d'abord des émissions pour distraire les soldats du Reich dans les hôpitaux. Les émissions sont faites au studio de la rue Cognacq-Jay.
Après la Libération de la France, et conformément au programme du CNR, les Français sont libérés de la propagande nazie ou collaborationniste. Le 23 mars 1945 est créée la Radiodiffusion française. La définition de l'image de télévision est provisoirement de 441 lignes.

En 1949, la télévision s'adresse encore à un nombre très restreint de Français. Seuls 297 foyers possèdent un poste. La France adopte la haute définition à 819 lignes, la plus élevée au monde.

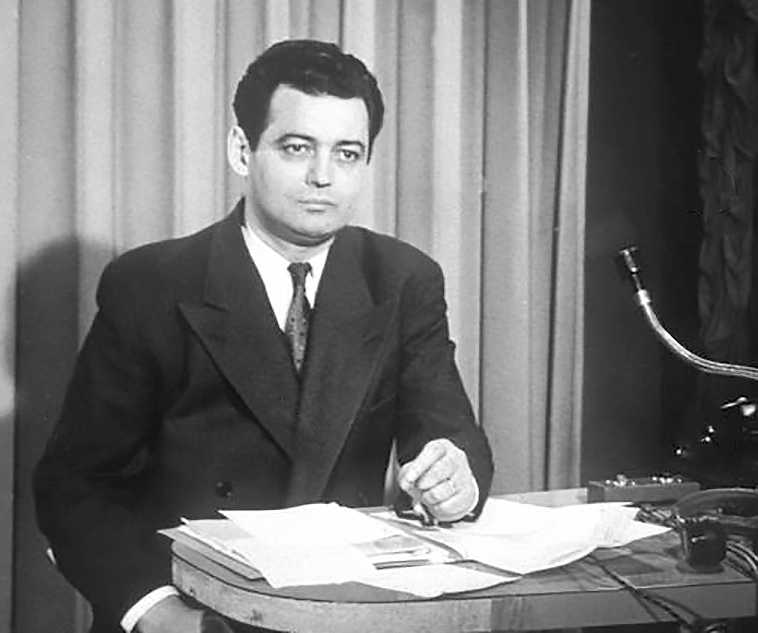
En 1949, Pierre Sabbagh présente le premier journal quotidien.

Un premier journal télévisé  est diffusé le 29 juin 1949, une redevance sur les récepteurs (postes) de télévision est fixée. 
Le Tour de France s'invite sur les écrans.

### Années 1950
La technique est désormais maîtrisée, ce sont les programmes qui vont désormais créer l'événement. Ainsi, la retransmission en direct du couronnement d'Élisabeth II marquera les esprits. Les émissions mythiques se succèdent, La Vie des animaux, La Piste aux étoiles, La caméra explore le temps, 5 colonnes à la une, Discorama... Les premiers feuilletons apparaissent, la télévision enthousiasme ceux qui l'ont voulue culturelle et intelligemment divertissante. Les pionniers de cette époque ont façonné une télévision de qualité.

Sigle de la RTF (1959)

Il est vrai que le coût élevé des récepteurs à cette époque limite temporairement l'audience à une minorité relativement aisée, et ayant sans doute des exigences culturelles élevées elles aussi. Mais la télévision s'implante inexorablement : 24 000 postes sont recensés en 1952, 683 200 en 1957.
Un soin jaloux est apporté à ne jamais montrer quoi que ce soit qui puisse passer pour de la publicité clandestine. On va jusqu'à masquer par un velours noir la marque des pianos de concert, on tourne les étiquettes de bouteilles du côté opposé à la caméra, et un participant au Club des inventeurs qui présentait un dispositif verseur pour eaux, apéritifs et sirops se fera rabrouer en direct pour avoir évoqué un second modèle adapté à la forme des bouteilles de Perrier. Horresco referens.
Une publicité existe pourtant, mais uniquement pour des types de produits généraux, sans aucune précision de marque : concentré de tomates, fromage fondu, etc. Et la RTF informe les téléspectateurs de ses manifestations culturelles et des pièces de théâtre qui sont montées avec son appui : Rhinocéros d'Eugène Ionesco ou Caligula d'Albert Camus. Une émission de midi nommée Télé Paris présente chaque jour de la semaine les divers événements culturels de la capitale. Jacques Chabannes, l'un des trois animateurs de l'émission, est le premier à comprendre que la notoriété télévisuelle peut aider une carrière d'écrivain et publie avec succès son livre Prince Carolus.
L'opérette est présente chaque dimanche après-midi, dans le cadre du spectacle de divertissement populaire de qualité. Hélas, le répertoire du domaine n'étant pas illimité, on verra et reverra Les Cloches de Corneville, Véronique et Les Mousquetaires au couvent jusqu'à ce qu'une saturation - qui fut d'ailleurs préjudiciable à l'opérette - s'installe. Lointain écho de cette époque : la France restera longtemps le pays où on ne peut pas monter une comédie musicale à succès (même Starmania dans les années 1970 n'en sera pas un lors de sa sortie ; elle se rattrapera par la suite).

### Années 1960

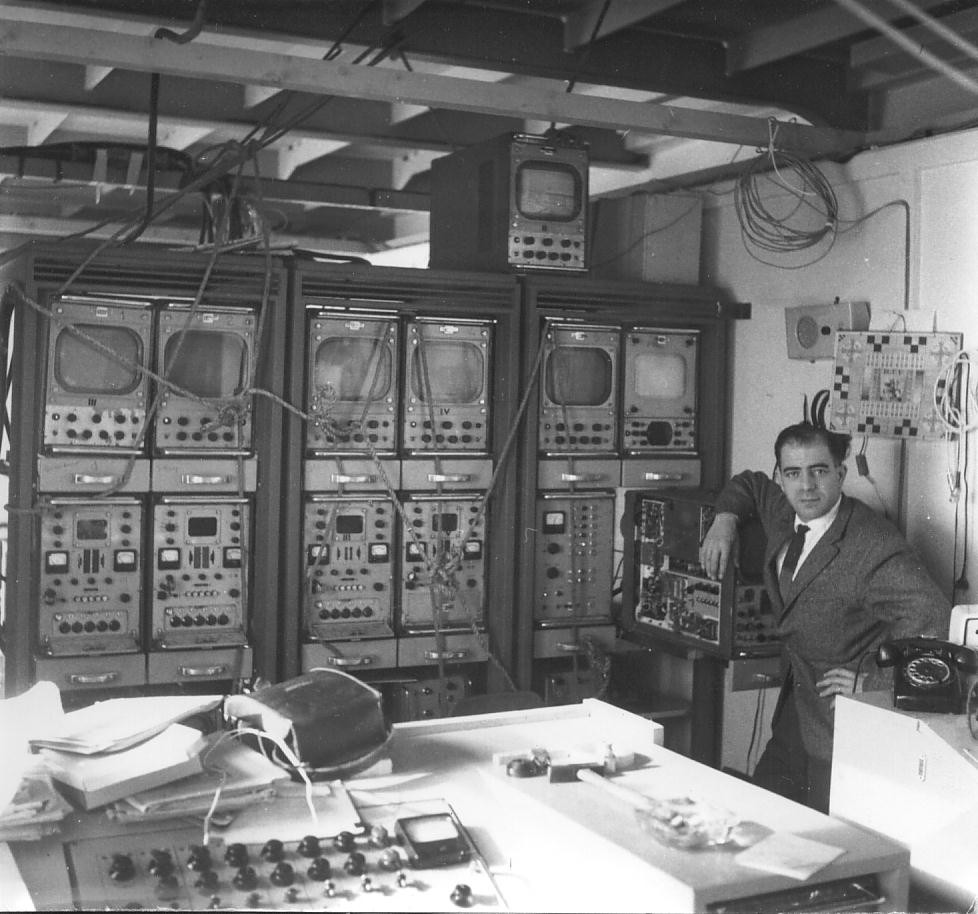
Régie mobile de la RTF au début des années 1960.

C’est pour les jeunes la génération du Teppaz et du poste à transistors (vulgairement appelé transistor) de marque Pizon Bros ou autres, et c’est donc majoritairement sur la radio que ceux-ci se retrouvent. Un magazine pourtant est prévu pour eux, Âge tendre et tête de bois, d’Albert Raisner (de l’ancien trio Raisner), qui saura jouer des effets visuels pour conforter son audience, en particulier lors d'une confrontation tendue jouant de l’opposition de l’époque entre Johnny Hallyday et le chanteur Antoine. En 1960, un émetteur de télédiffusion en couleur au standard SÉCAM commence à retransmettre des émissions expérimentales en couleur, depuis la Tour Eiffel.
En 1963, la deuxième chaîne nationale publique est lancée; elle adopte provisoirement l'image noir et blanc à définition 625 lignes.
La décennie voit le début des fameuses émissions de variété de Maritie et Gilbert Carpentier. Les enfants découvrent la série Bonne nuit les petits, en 1962. Diffusée jusqu'à la fin du siècle, celle marquera fortement plusieurs générations.
Lors de l’élection présidentielle de 1965, 40 % des Français possèdent un téléviseur. (Source : France 5, Pouvoir et télévision 12/2/2006).
Le 1er octobre 1967, début des émissions en couleur de la Deuxième chaîne de l'ORTF.

### Années 1970
Cette décennie est marquée par la montée du nombre de postes de télévision en couleurs. Dès 1970, le nombre de téléviseurs couleurs vendus en France dépasse celui des téléviseurs en noir et blanc. La publicité devient plus attractive pour les annonceurs, à la fois à cause de la couleur et du nombre grandissant de postes. Elle commence elle aussi son ascension.
Fin 1972, la Troisième chaîne de l'ORTF commence à emettre en couleur, format 625 lignes au standard SÉCAM. Les premières télécommandes à distance (à infrason, radiofréquence puis infrarouge) sont associées aux téléviseurs fabriqués en France.
Jean-Michel Folon et Ennio Morricone créent le générique d'Italiques (ORTF), animée et produite par Marc Gilbert, en couleur qui deviendra le générique de référence des chaînes pendant 36 ans.
Un nouveau style d'émissions de vulgarisation scientifique apparaît, qui utilise de grandes maquettes pour ses démonstrations et cherche à tenir en permanence le spectateur en haleine : c'est la Planète bleue du jeune présentateur Laurent Broomhead, dont la pétulance assurera le succès de ce nouveau genre.
Yves Mourousi, présentateur et rédacteur en chef du journal de 13 heures de TF1 à partir de 1975, réalise les premiers directs aux quatre coins du monde.
À partir du milieu des années 1970, l'introduction du magnétoscope et l'apparition des vidéo clubs permettent de procurer aux téléspectateur, une nouvelle liberté de consommation télévisuelle, désormais distincte de la télédiffusion conventionnelle des émissions ou des films. Certains passionnés constituent leur propre vidéothèque.
La chaîne TF1 qui émet en noir et blanc 819 lignes commence à exploiter de nouveaux émetteurs de télédiffusion en couleur 625 lignes SÉCAM, favorisant dès lors, la vente des téléviseurs couleurs.
Les services de télétexte Antiope sont introduits en France ainsi que les premières consoles de jeux vidéo à relier au téléviseur.

### Années 1980
La prise Péritélévision est rendue obligatoire sur les téléviseurs commercialisés en France, à l'exception notable des appareils noir et blanc.
Les émissions tardives (outre qu'elles permettent aux parents de jeunes enfants de les regarder à l'heure où ceux-ci sont couchés) cessent de poser problème. L'émission littéraire Apostrophes, devenue une institution, est décalée de 21 h 30 à 22 h 30 sans trop perdre de son audience.
Les premiers téléviseurs cathodiques couleurs à coins carrés apparaissent au début des années 1980. En 1983, TF1 abandonne la télédiffusion en noir et blanc 819 lignes.
La première chaîne privée commerciale nationale payante Canal+ est lancée le 4 novembre 1984. Elle nécessite un décodeur Discret 11 et de saisir manuellement chaque début du mois, un code reçu par courrier postal.
La chaîne commerciale privée La Cinq et la chaîne musicale TV6 sont lancées en 1985. En 1987, TV6 arrête ses émissions et est remplacée par la chaîne M6. 
La télévision par satellite se développe ainsi que les premiers réseaux câblés de certaines villes. Ces modes de diffusion permettent, notamment grâce à la nouvelle norme D2 Mac, de délivrer un son stéréophonique ainsi que l'image au format large ou 16/9, à partir de 1988.

### Années 1990
Plusieurs nouvelles chaînes nationales terrestres sont lancées : La Sept puis Arte ainsi que La Cinquième.
Le son jusqu'alors négligé par les fabricants de téléviseurs en raison de la norme de télévision française monophonique, les téléviseurs ne délivrent pour la plupart, qu'une qualité sonore jugée médiocre et inférieure à celle d'une chaîne HiFi. L'introduction du procédé Nicam permet grâce à la technologie numérique la stéréophonie et une qualité sonore voisine de la HiFi. La notion de home cinema est en train d'émerger et les téléspectateurs s'équipent d'un ensemble audio-vidéo pouvant comprendre un amplificateur à effet surround, un magnétoscope à son HiFi, un lecteur LaserDisc rapidement remplacé par un lecteur DVD, etc. 
La multiplication des chaînes thématiques, des services de vidéo à la séance comme le Pay Per View ainsi que l'émergence d'Internet à partir du milieu des années 1990 ainsi que la technologie de télédiffusion numérique Digital Video Broadcasting d'abord par satellite puis sur les autres réseaux de diffusion, permettent de révolutionner la consommation télévisuelle.

## XXIesiècle

### Années 2000
Au début des années 2000, les premiers téléviseurs à écrans plats apparaissent. Les récepteurs satellite permettent de délivrer les bouquets payants français Canalsat AB-sat ou encore TPS. 
Les premiers enregistreurs vidéo numériques apparaissent parmi lesquels, le DVDscope dont certains modèles comporent un disque dur pour stocker les enregistrements.
Le 31 mars 2005, la télévision numérique terrestre (TNT) est lancée : 14 chaînes gratuites (dont 5 nouvelles : Direct 8, W9, NT1, NRJ 12 et France 4) ont pour but de compléter les chaînes déjà existantes sur le réseau hertzien ou sur d'autres supports (TF1, France 2, France 3, Canal+, France 5, Arte, M6, TMC et LCP). L'achat d'un adaptateur est néanmoins nécessaire à la réception de celles-ci, elles sont malgré tout proposées, en partie, sur le câble, le satellite et l'ADSL.
La télévision numérique à Haute définition est progressivement adoptée en France, dans un premier temps par satellite puis via la TNT, soit une décennie après l'ancienne norme analogique HD Mac, introduite en 1992.

### Années 2010
La télédiffusion analogique à la norme L et au standard couleur SÉCAM est définitivement abandonnée en 2011. Les autres normes analogiques exploitées dans le reste du monde sont également progressivement abandonnées. 